# Passiflora
Passiflora este un gen ce conține aproximativ 550 de specii de plante cu flori din familia Passifloraceae. Sunt specii agățătoare, unele fiind arbuști iar altele arbori, lemnoase sau erbacee. Cea mai cunoscută specie este Passiflora edulis, fructul pasiunii.

## Utilizări medicale
Unele specii aparținând genului Passiflora au fost analizate științific pentru determinarea utilității lor medicinale. Într-un studiu din 2001 vizând metode de tratament ale tulburărilor de anxietate generalizată, extractul de Passiflora incarnata a prezentat o activitate comparabilă cu cea a oxazepamului, dar cu efecte adverse mai de scurtă durată.

## Compoziție chimică
Multe specii din genul Passiflora conțin alcaloizi derivați de beta-carbolină de tip harman unii dintre aceștia fiind inhibitori ai MAO. Florile și fructele conțin acești compuși în urme, însă frunzele și rădăcinile au un conținut mai ridicat. Cel mai comun alcaloid este harmanul, împreună cu harmalina, harmalolul, harmina și harmolul. Speciile despre care se cunoaște că au în compoziție acești alcaloizi sunt: P. actinea, P. alata, P. alba, P. bryonioides, P. caerulea, P. capsularis, P. decaisneana, P. edulis (fructul pasiunii), P. eichleriana, P. foetida, P. incarnata (floarea patimilor), P. quadrangularis, P. suberosa, P. subpeltata și P. warmingii.